# 林登鎮區 (伊利諾伊州懷特塞德縣)
林登鎮區（英語：Lyndon Township）是位於美國伊利諾伊州懷特塞德縣的一個行政鎮區。

## 地方資料
根據2010年美國人口普查的數據，林登鎮區的面積為72.70平方千米，當中陸地面積為70.60平方千米，而水域面積為2.10平方千米。當地共有人口873人，而人口密度為每平方千米12.01人。